# Зимова казка
«Зимова казка» (англ. The Winter's Tale) — трагікомедія англійського письменника  Вільяма Шекспіра.

## Дійові особи
- Леонт — король Сицилії
- Мамілій — юний сицилійський принц
- Камілло, Антігон, Клеомен, Діон — четверо сицилійських вельмож
- Поліксен — король Богемії
- Флорізель — богемський принц
- Архідам — богемський вельможа
- Старий вівчар, якого вважають батьком Утрати
- Блазень — його син
- Автолік — волоцюга
- Моряк
- Тюремний наглядач
- Герміона — дружина Леонта.
- Утрата — дочка Леонта і Герміони.
- Поліна — дружина Антігона.
- Емілія — фрейліна Герміони.
- Мопса, Доркас — вівчарки
- Інші вельможі, дворяни, дами, офіцери, слуги, вівчарі та вівчарки
- Час у ролі Хору

## Український переклад
Українською мовою трагікомедію «Зимова казка» переклав Віктор Коптілов. Переклад обупліковано в шостому томі зібрання творів Шекспіра видавництва «Дніпро».